# Spirama
Spirama is een geslacht van vlinders van de familie spinneruilen (Erebidae), uit de onderfamilie Catocalinae.

## Soorten
- S. biformis Hulstaert, 1924
- S. euphrages Prout, 1924
- S. glaucescens (Butler, 1893)
- S. griseisigna (Hampson, 1913)
- S. guttata Wallengren, 1856
- S. helicina Hübner, 1827
- S. inconspicua (Herrich-Schäffer, 1854)
- S. indenta Hampson, 1891
- S. japonica Guenée, 1852
- S. kalaoensis Swinhoe, 1904
- S. martha Butler, 1878
- S. miniata (Wallengren, 1856)
- S. plicata Hampson, 1910
- S. prunicolora Hampson, 1910
- S. recessa Walker, 1858
- S. remota Felder, 1861
- S. retorta Clerck, 1764
- S. revolvens Walker, 1858
- S. triloba Guenée, 1852
- S. voluta Felder, 1874